# ジャパン・ライヴ'94
『ジャパン・ライヴ'94』（Japan Live '94）は、アメリカ合衆国のヘヴィメタル・バンド、サヴァタージが1994年に録音、1995年に発表したライブ・アルバム。

## 背景
アルバム『ハンドフル・オブ・レイン』（1994年）発表後、バンドは新ドラマーのジェフ・プレイトを迎えて2か月にわたるツアーを行い、本作には1994年11月12日の川崎公演の録音が収録された。クリス・オリヴァの後任ギタリストとして加入したアレックス・スコルニックは、ジョン・オリヴァに「君の好きなようにソロを弾いていい」と言われたことから、クリス在籍時の曲に関してはオリジナルのギター・ソロと異なるフレーズを多数弾いていたが、サヴァタージのファンからは批判も多かったという。

## リリース、リイシュー
本作は日本のゼロ・コーポレーションから先行発売された後、1994年10月にはドイツ盤も発売された。
2000年にニュークリア・ブラスト・アメリカから発売されたアメリカ盤は『Live in Japan』と改題されており、ジャケットも初回盤と異なる。また、2011年にドイツのEar Musicから発売されたリマスターCDは、初回盤のジャケット写真を流用しているがタイトルは『Live in Japan』に変更され、ボーナス・トラックが2曲追加された。
CDと同時期に発売されたVHSは16曲入りで、2010年にはベスト・アルバム『Still the Orchestra Plays: Greatest Hits Vol.1 & 2』のボーナス・ディスクとして初DVD化された。

## 収録曲
特記なき楽曲はジョン・オリヴァ、クリス・オリヴァ、ポール・オニールの共作。

### CD
1. "Taunting Cobras" (Jon Oliva, Paul O'Neill) - 5:01
2. "Edge of Thorns" - 6:37
3. "Chance" (J. Oliva, P. O'Neill) - 4:36
4. "Nothing Going On" (J. Oliva, P. O'Neill) - 4:31
5. "He Carves His Stone" - 3:04
6. "Jesus Saves" - 4:04
7. "Watching You Fall" (J. Oliva, P. O'Neill) - 5:24
8. "Castles Burning" (J. Oliva, P. O'Neill) - 4:45
9. "All That I Bleed" - 5:20
10. "Handful of Rain" (J. Oliva, P. O'Neill) - 5:20
11. "Sirens" (J. Oliva, Criss Oliva) - 3:43
12. "Gutter Ballet" - 7:06

#### 2011年リマスターCDボーナス・トラック
1. "Damien" - 4:06
2. "Hall of the Mountain King" (J. Oliva, C. Oliva, Johnny Lee Middleton, P. O'Neill, Grieg) - 6:39

### VHS/DVD
1. "Taunting Cobras" (J. Oliva, P. O'Neill)
2. "Edge of Thorns"
3. "Chance" (J. Oliva, P. O'Neill)
4. "Conversation Piece"
5. "Nothing Going On" (J. Oliva, P. O'Neill)
6. "He Carves His Stone"
7. "Jesus Saves"
8. "Watching You Fall" (J. Oliva, P. O'Neill)
9. "Castles Burning" (J. Oliva, P. O'Neill)
10. "All That I Bleed"
11. "Stare Into the Sun" (J. Oliva, P. O'Neill)
12. "Damien"
13. "Handful of Rain" (J. Oliva, P. O'Neill)
14. "Sirens" (J. Oliva, C. Oliva)
15. "Gutter Ballet"
16. "Hall of the Mountain King" (J. Oliva, C. Oliva, Johnny Lee Middleton, P. O'Neill, Grieg)

## 参加ミュージシャン
- ザッカリー・スティーヴンス - リード・ボーカル
- ジョン・オリヴァ - キーボード、リズムギター、ボーカル
- アレックス・スコルニック - リードギター
- ジョニー・リー・ミドルトン - ベース
- ジェフ・プレイト - ドラムス